# Partido Popular Sudtirolés
El Partido Popular Sudtirolés (en alemán  Südtiroler Volkspartei; en italiano Partito Popolare Sudtirolese) (SVP) es un partido político italiano regionalista del Tirol del Sur. La pronunciación correcta de la sigla, en alemán, es "ès-fau-pé".
Fundado en 1945, representa a la mayoría austríaca de la provincia autónoma de Bolzano, así como a los hablantes de Idioma ladino de ésta.

## Historia
Desde las primeras elecciones regionales de Tirol del Sur/Alto Adigio de 1948 ha sido el partido más votado de la región, siempre con mayoría absoluta; su mejor resultado fue de un 67,8% de los votos en 1948, y el peor el 48,1% en las elecciones provinciales de 2008.
El partido fue durante largo tiempo aliado de Democracia Cristiana (e incluso del Partido Socialista Italiano) hasta 1994, y más tarde de algunos de sus sucesores, como el Partido Popular Italiano y la Unión Democrática del Alto Adigio; en 1998, el SVP se unió en el gobierno provincial a Demócratas de Izquierdas. Actualmente, el SVP gobierna con el apoyo de la Liga Norte.

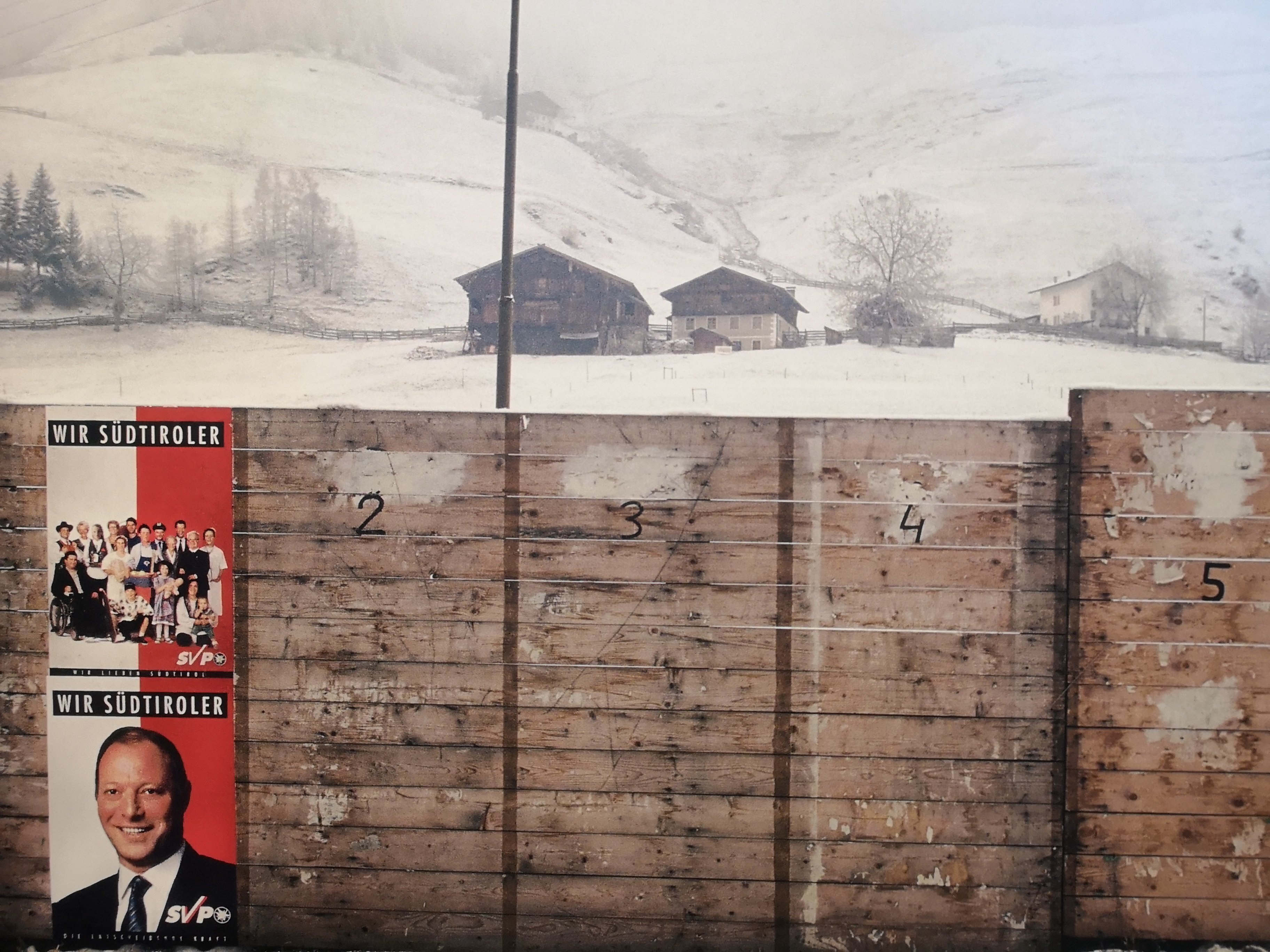
carteles electorales del partido.

Pese a perder un número significativo de votos, en las elecciones provinciales de 2003 el SVP logró un 55,6% de éstos y 21 diputados provinciales de los 35. Luis Durnwalder, Presidente provincial desde 1989, revalido su cargo por cuarta vez a la cabeza de una coalición de gobierno compuesta por Demócratas de Izquierdas y una alianza local entre Democracia es Libertad-La Margarita y de la Unión de los Demócratas Cristianos y de Centro (UDC).
De cara a las elecciones al Parlamento Europeo de 2004 el SVP formó una alianza electoral con El Olivo. Los resultados electorales del partido bajaron por primera vez del 50%, con un 46,7% de los votos (-9,3% respecto a las de 1999, principalmente a causa de la gran subida de los Verdes con 13,2% (+6,5%)); sin embargo logró un eurodiputado.
Fue parte de la coalición La Unión en las elecciones generales de 2006, la cual ganó los comicios, logrando el SVP tres senadores y cuatro diputados, que incluía uno del Partido Autonomista Trentino Tirolés, su formación hermana en el Trentino.
En las elecciones generales de 2008 el partido tuvo su peor resultado en unas elecciones generales, cayendo al 44,3% de apoyo (-9,1% respecto a 2006 y -16,2% respecto a 2001), obteniendo únicamente dos diputados y tres senadores. Este resultado se debió tanto a causa al fuerte voto logrado por Los Libertarios (9,4%) como a la decisión de no aliarse de cara a la Cámara de Diputados ni con el Partido Democrático (18,0%) ni con el Pueblo de la Libertad (16,0%). Tras éstas formó grupo parlamentario en el Senado junto con tres senadores vitalicios, tres de UDC, uno de Unión Valdostana y uno del Movimiento Asociativo Italianos en el Exterior.
En las elecciones provinciales de 2008 el SVP logró el 48,1% de los votos en la provincia (-7,5%), mientras que sus rivales a la derecha (Los Libertarios, Libertad Sudtirolesa y Unión de Tirol del Sur) obtuvieron en conjunto un 21,5%. Durante dicha campaña electoral el partido no apoyó como de costumbre a sus homólogos en el Trentino, la Unión por el Trentino y el Partido Autonomista Trentino Tirolés, a fin de no perjudicar a las relaciones con la Liga Norte. A pesar de rumores sobre una alianza con la Liga Norte Tirol del Sur, tras las elecciones el SVP mantuvo su alianza con el Partido Demócrata. En las elecciones al Parlamento Europeo de 2009 el SVP obtuvo el 52,1% de los votos y un eurodiputado.
De cara a las elecciones generales de 2013 formará parte de la coalición de centro-izquierda Italia. Bien Común.

## Ideología
El SVP se puede considerar un partido atrapalotodo, oscilando entre la democracia cristiana debido a la profunda católica tradición de la provincia, y la socialdemocracia al no tener un partido rival en dicho campo en la región; también cuenta con facciones conservadoras y liberales. Entre 1946 y 1994 fue aliado a nivel nacional de Democracia Cristiana.
En los valles de habla alemana el SVP es prácticamente la formación hegemónica, con una única rivalidad de Los Libertarios, Libertad Sudtirolesa y Unión de Tirol del Sur por su derecha y los Verdes por su izquierda.
A lo largo de los años el SVP ha sufrido ciertas escisiones dada la diversidad ideológica interna del partido (el Partido de la Patria Tirolesa, el Partido Social Progresista de Tirol del Sur, el Partido Socialdemócrata de Tirol del Sur, el Partido de los Independientes/Partido Liberal Sudtirolés o la Liga de la Patria Sudtirolesa), el abandono de algunos de sus líderes para crear otros partidos, como la Unión de Tirol del Sur en 1989 o Los Libertarios en 1992, o unirse a los Verdes o la Liga Norte Tirol del Sur.

## Liderazgo
- Presidente: Erich Amonn (1945–1948), Josef Menz-Popp (1948–1951), Toni Ebner (1951–1952), Otto von Guggenberg (1952–1954), Karl Tinzl (1954–1956), Toni Ebner (1956–1957), Silvius Magnago (1957–1991), Roland Riz (1991–1992), Siegfried Brugger (1992–2004), Elmar Pichler Rolle (2004–2009), Richard Theiner (2009–2014), Philipp Achammer (2014–2024), Dieter Steger (2024–presente)
  - Presidente honorario: Silvius Magnago (1991–2010)
- Secretario: Josef Raffeiner (1945–1947), Otto von Guttenberg (1947–1952), Albuin Forer (1952–1953), Vinzenz Stötter (1953–1954), Ivo Perathoner (1954–1957), Hans Stanek (1957–1965), Josef Atz (1965–1978), Bruno Hosp (1978–1989), Hartmann Gallmetzer (1989–1997), Thomas Widmann, (1997–2003), Michael Mühlberger (2004), Alexander Mittermair (2004–2009), Philipp Achammer (2009–2013), Martin Alber (2013–2014), Manuel Massl (2014–2016), Gerhard Duregger (2017–2019), Stefan Premstaller (2019–2023), Martin Pircher (2023–2024), Harald Stauder (2024–presente)

## Resultados electorales
| Consejo de la Provincia Autónoma de Bolzano |              |       |         |             |
| Año electoral                               | Votos        | %     | Escaños | +/–         |
| 1948                                        | 107.249 (#1) | 67,60 | 13/20   | -           |
| 1948                                        | 107.249 (#1) | 67,60 | 13/20   | -           |
| 1952                                        | 112.602 (#1) | 64,76 | 15/22   | 2           |
| 1956                                        | 124.165 (#1) | 64,40 | 15/22   | Sin cambios |
| 1960                                        | 132.351 (#1) | 63,86 | 15/22   | Sin cambios |
| 1964                                        | 134.188 (#1) | 61,27 | 16/25   | 1           |
| 1968                                        | 137.982 (#1) | 60,69 | 16/25   | Sin cambios |
| 1973                                        | 132.186 (#1) | 56,42 | 20/34   | 4           |
| 1978                                        | 163.502 (#1) | 61,27 | 21/34   | 1           |
| 1983                                        | 170.125 (#1) | 59,44 | 22/35   | 1           |
| 1988                                        | 184.717 (#1) | 60,38 | 22/35   | Sin cambios |
| 1993                                        | 160.186 (#1) | 52,04 | 19/35   | 3           |
| 1998                                        | 171.820 (#1) | 56,60 | 21/35   | 2           |
| 2003                                        | 167.353 (#1) | 55,60 | 21/35   | Sin cambios |
| 2008                                        | 146.545 (#1) | 48,10 | 18/35   | 3           |
| 2013                                        | 131.236 (#1) | 45,70 | 17/35   | 1           |
| 2018                                        | 119.109 (#1) | 41,90 | 15/35   | 2           |
| 2023                                        | 97.092 (#1)  | 34,53 | 13/35   | 2           |